# Bugg (dans)

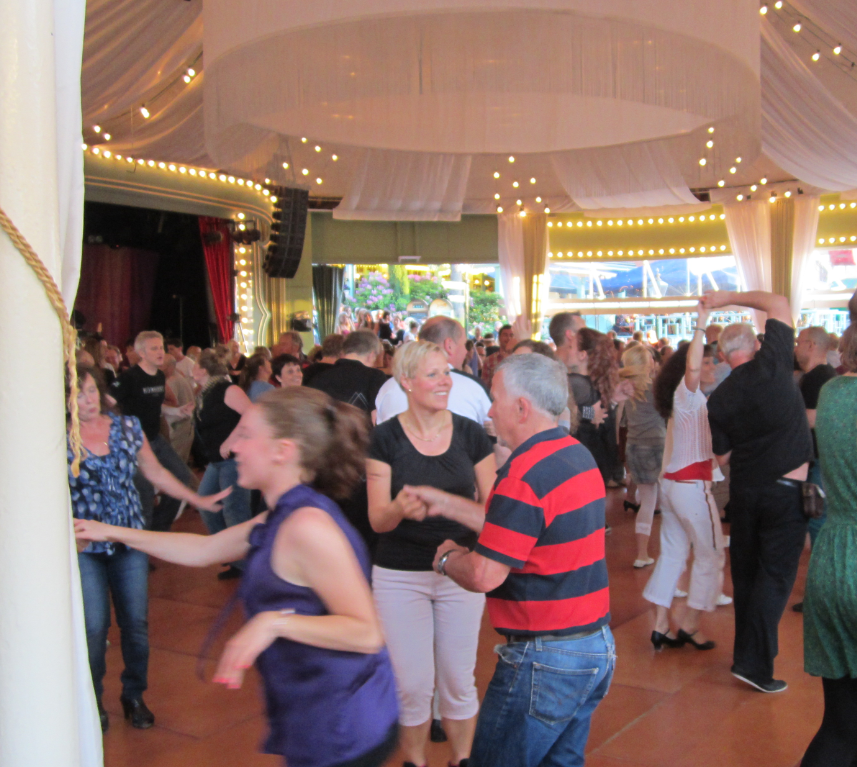
Par som dansar bugg på Gröna Lunds dansbana.

Bugg är en svensk pardans som dansas till musik i fyrafjärdedelstakt i vanligtvis snabbt tempo, 120–180 BPM. Dansen har inga fasta variationer utan är en helt improviserad dans där föraren för följaren i olika snurrar och turer. Bugg och foxtrot och one-step är de vanligaste sällskapsdanserna i Sverige. 
Som pardans skiljer sig bugg från många andra danser eftersom de dansande inte håller om varandra, som i till exempel foxtrot och vals. Istället håller de varandra i en eller bägge händerna större delen av tiden och byter grepp ofta. Bugg dansades länge mest till dansbandsmusik, men numera buggar man även till annan populärmusik. Så länge det finns en takt man kan följa går det att dansa till all sorts musik.

## Ursprung
Bugg är en svensk pardans med rötter i swingdanser såsom jitterbug och lindy hop, som blev populära i Sverige genom amerikansk musik och filmer under 1940- och 50-talet. 
Termen “bugg” började användas i Sverige i slutet av 1960-talet. En av de första dokumenterade användningarna av begreppet skedde i Örebro 1967, där danspedagogerna Nils-Håkan Carlzon och Tommy Järlefors höll kurser under benämningen bugg. Ett tidningsklipp med rubriken “Kom och lär dig bugg” från detta år har senare publicerats av Carlzon.  
Dansen spreds snabbt från Örebro till bland annat Gävle (Ackes dansskola)  och i Stockholm startade Micael Brobeck kurser 1969. Micael blev senare en av grundarna till Svenska Bugg- och Rock’n’Roll förbundet. Bugg utvecklades som en enklare och mer praktisk version av jitterbug/lindy hop – där akrobatiska moment och mer komplex rytmik togs bort för att anpassa dansen till socialdans på dansbanor. 
Under 1980- och 90-talet växte intresset för att tävla i bugg, vilket ledde till en ökad teknisk strukturering. Olika regionala stilar såsom rundbugg, snurrbugg, linjebugg och åhej-teknik förekom. Linjebugg är idag den dominerande stilen inom tävlingsdans. 

## Bugg som tävlingsdans
Den 1 april 1978 anordnades SM i Bugg och Rock´n Roll i Björknäspaviljongen, Nacka med 70 par anmälda. Senaste SM var 22 år tidigare. Vann gjorde Monica Lundberg, 21, och Bengt Sigfridson, 28. Bland övriga deltagare kan nämnas Cicki och Bengt Hellstén, numer välkända domare samt Lars-Åke "Babsan" Wilhelmsson. Till skillnad från idag var akrobatik tillåten. 

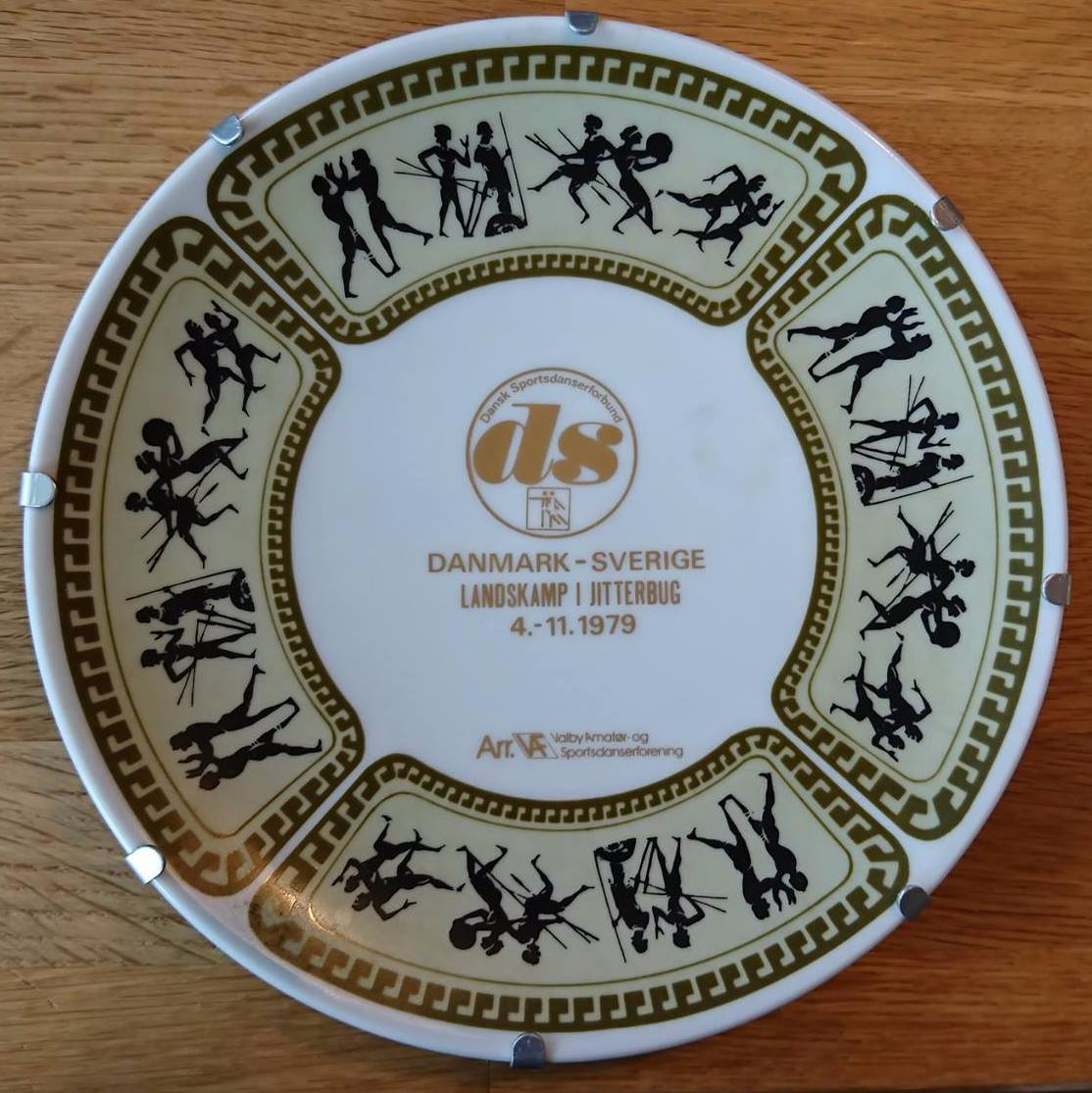

1979-11-04 genomfördes en landskamp i Danmark som Danmark vann med minsta möjliga marginal. Landslagsledare var Gunnar Rohdin. Året efter vann Sverige returmötet i Vinterträdgården på Grand Hotell i Stockholm, också med minsta möjliga marginal. Landslagsledare var då Lasse Kühler. Danmark representerades av ett klubblag i returmötet.  
Bugg är på tävling en icke koreograferad, förd dans, där akrobatik inte är tillåtet. Som grundregel ska följaren trampa med höger fot på taktslag 1 och 3 och med vänster fot på taktslag 2 och 4; ökat tempo kan tillåtas några steg under till exempel spinn. Föraren däremot har inga bundna steg, men takten/pulsen i kroppen ska vara riktad neråt golvet på taktslagen (till skillnad från i dansen jive). Det finns även buggtävlingar för ungdomar och barn. 

### Bedömningskriterier
Viktiga bedömningskriterier är att båda dansarna har ett kontinuerligt sväng i kroppen, samt tydliga dansanta inbromsningar. Musikanpassning är viktigt.  

### Dubbelbugg
Micael Brobeck och Lennart Haglund introducerade dansen dubbelbugg, detta för att fånga upp det överskott av kvinnor/flickor som fanns ute i klubbarna. Dansen utförs av en man och två kvinnor.  Det kan även vara tre män, tre kvinnor eller två män och en kvinna, men vanligast är det förstnämnda alternativet.  Trion kommer på en koreografi/program/schema som de sedan visar upp för domarna. Dubbelbuggens koreografi är uppbyggd som "frontdans", vilket betyder att alla turer är riktade mot en sida, så därför placerar sig domarna på tävlingen efter en långsida. I dubbelbuggen är det ganska fritt vad man vill göra, man får utöva akrobatik, och även lägga in delar av lindy hop, boogie woogie, rock n' roll och andra danser.